# La terrible Fifí
La terrible Fifí fue una serie de historietas creada por Nené Estivill para la revista "Pulgarcito" de la Editorial Bruguera en 1958. Es uno de los «niños terribles» del tebeo clásico español, junto a Zipi y Zape o Angelito.

## Trayectoria editorial
La terrible Fifí se publicó en las revistas "Pulgarcito" y "Lily". Durante todos estos años, la serie pasó desapercibida ante la censura, a pesar de su componente transgresor.

## Argumento y personajes
Fifí es una niña de la alta burguesía, perversa e inteligente, que manipula a los que la rodean para humillarlos, en especial a:
- Melanio Repelillo,[3] novio de su tía Ofelia
- Don Ricachini, encarnación del potentado con ganas de figurar y jefe de Melanio.

Otros personajes menos habituales son:
- Su padre Don Fermín y su madre;
- Papiolo,[4] su hermano, y
- Simón, criado de Don Ricachini.

Como chiste recurrente al final de la historieta, la víctima de Fifí puede quejarse o pedir ayuda a Don Sordete, quien, como indica su propio nombre, no oye lo que le dice y acaba confirmando que es imprescindible que juegue Kubala. A veces, Don Sordete aparece acompañado de Don Chafaderete, que es quien le comenta lo sucedido.

## Valoración
Como explica el historiador Juan Antonio Ramírez, esta serie, a pesar de parecer opuesta a  Agamenón (clase burguesa contra campesinos, perversidad contra bondad), comparte con ella la representación de un mundo en trance de desaparición ante la emergente sociedad de consumo.